# Gházni ostroma
Gházni ostroma az első angol–afgán háború elején, a britek inváziója során lezajlott egyik legnagyobb és döntő fontossággal bíró csatája. A vereség után az afgán uralkodó a kapitulációról kezdett tárgyalni a britekkel, mikor azok az indiai száműzetést ajánlották fel neki, elmenekült az országból, hogy a megszállókkal szemben megszervezze az ellenállást.

## A háború kitörése
Az 1830-as évekre a britek fennhatósága India népe fölött biztosnak tűnt, a terület fölött azonban egyáltalán nem. A terjeszkedő Orosz Birodalommal szemben az angoloknak nem volt eszközük. Biztosítaniuk kellett új szerzeményük nyugati szomszédjának hűségét, ezért szövetséget ajánlottak Afganisztán uralkodójának, Duszt Muhammadnak. Az emírnek tetszett az ajánlat, de cserébe azt kérte, az angolok segítsenek neki visszafoglalni Pesavárt, amit a szikhek ragadtak el az országtól 1834-ben. A britek nem kívántak háborút kirobbantani a régióban, ezért aztán megszakították a tárgyalásokat, melynek következményeképp az emír az oroszok szövetségét kereste.

Lord Auckland, India kormányzója Duszt Muhammadot britellenesnek gondolta, és elhatározta, hogy elmozdítja trónjáról, és helyére Afganisztán egykori uralkodóját Sáh Sudzsát állítja a helyére bábként. Miután az orosz-afgán tárgyalások megrekedtek, a cár a perzsákkal kötött szövetséget, akik ostrom alá vették Herát városát. Lord Auckland terve az volt, hogy miután Sudzsát ültetik az afgán trónra, elkergetik a perzsákat a határról, hogy az afgán nép pozitívan fogadja őket.

## Afganisztán inváziója
Az angolok a bengál hadseregből két hadosztályt választottak le, Sir Harry Fane vezetésével, és egy harmadikat rendeltek oda Bombayból, Sir John Keane vezetése alatt. Mielőtt a hadjárat megkezdődhetett volna, a perzsák eredmény híján leálltak Herát ostromával. Számos brit tiszt ezután úgy gondolta, egy afganisztáni hadjárat durva beavatkozás egy semleges ország ügyeibe. Ezután a hadsereg létszámát két hadosztálynyira csökkentették, hiszen már nem volt rá esély, hogy perzsa és orosz csapatokkal csapjanak össze.

Az invázió kellemetlen körülmények között kezdődött meg. Az afgán törzsek folyamatosan zaklatták a brit ellátó konvojokat, ami miatt akadozott az 1838 decemberében megindult hadjárat. A katonák kezdetben fáztak, éheztek, ráadásul nem az Indiától Kabulig vezető legrövidebb úton haladtak, mert a hágókat a szikh törzsek ellenőrizték, hanem dél felől kellett kerülniük, háromszor olyan hosszú, sivatagos utat bejárva.

A bengáli sereg 9.500 embere Ferozpurban gyülekezett és innen indult meg Afganisztán belseje és Ketta felé. Itt egyesültek a bombayi sereggel, valamint Sáh Sudzsa 6.000 emberével, így a teljes inváziós erő 20.500 főre duzzadt (állománya zömében indiaiakból, a többi angolokból tevődött össze). Sir Harry Fane lemondott a parancsnoki posztjáról, miután a perzsák felhagytak Herát ostromával, így a támadó seregek vezére Sir John Keane lett.

Május 4-re a brit csapatok elérték Kandahárt, amit aznap puskalövés nélkül meg is szereztek. A következő hadicél Gházni erődje volt, mely a Kabul felé vezető kereskedelmi utakat felügyelte. A végső győzelem kulcsa ez az erőd volt, melyet Duszt Muhammad fia, Híder Hán és 3.500 embere védett.

## Csata a városért

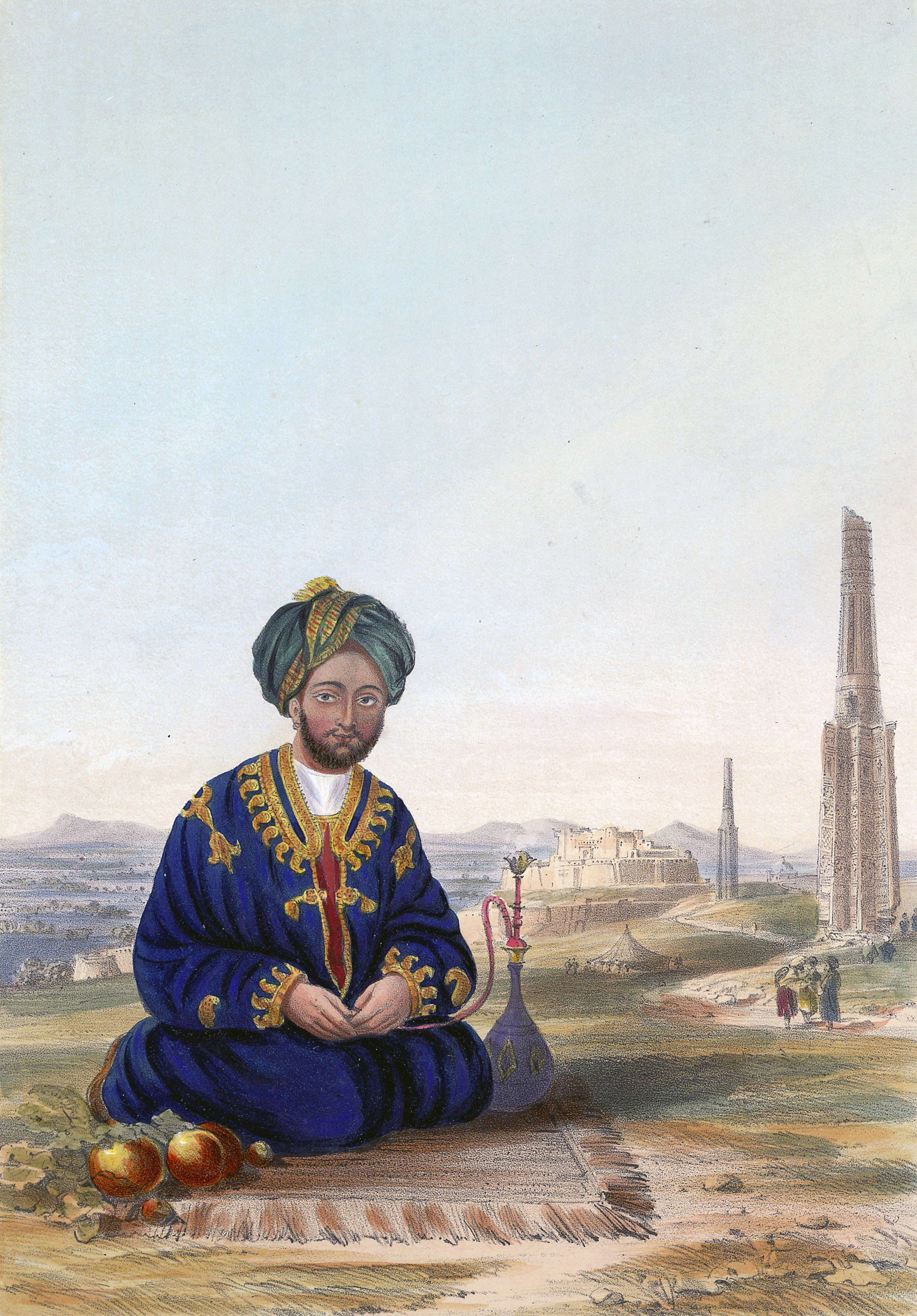
Híder Hán, Duszt Muhammad egyik fia, a város védője

Az ostromlók dolga nem volt egyszerű. Az ellátmányhiány miatt a sereg nem tudott elég lovat takarmányozni, így az általuk vontatott ostromágyúkat hátra kellett hagyniuk Kandahárban. Gháznit 24 méter magas fal, és vizesárok védte, amit ostromeszközök nélkül nem lehetett lebontani. A briteknek frontális rohamot kellett indítani a falakért, ahogyan azt a középkorban tették, ami miatt súlyos veszteségekkel kellett számolniuk. Ostromágyúk híján a csata semmiképp sem hasonlított az újkor ostromaira, amikor a támadó tüzérség méterről méterre közeledett nagyszabású árkokban elrejtve a védők ágyútüzétől.

Az angol csapatok július 21-én érték el a várost. Hatalmas szerencséjükre sikerült elfogniuk néhány afgán védőt a falakon kívül, akik vallomásából kiderült, hogy a városkapukat egyetlen kivétellel mind befalazták. A kabuli kaput csak bezárták, és nem is szenteltek neki külön figyelmet a védők, ami súlyos védelmi hiba volt.

Július 22-ére a brit gyűrű bezárult a város körül, míg Sáh Sudzsa csapatai egy pár mérfölddel odébb táboroztak le, hogy megvédjék az ostromlókat egy esetleges felmentő seregtől. A nap folyamán több ezer ghilzáj harcos támadta meg őket, azonban szórványos csatározás után visszaverték őket. A város magára maradt.

4 brit ezredet rendeltek be a kabuli kapu ellen, Dennie ezredes vezetésével, akik mögött tábori tüzérséget sorakoztattak fel, hogy tüzükkel fedezzék a frontális támadást. A maradék 3 ezred a városfal más részeit támadta, hogy lekösse az afgán erőket, ezeket a csapatokat Sale brigadéros irányította.

Július 23-án hajnali 3-kor megindult a brit támadás. Hadmérnökök közelítették meg a kabuli kaput a tüzérség fedezőtüze alatt, akik puskaport telepítettek a kapu alá, és berobbantották azt. Ezután indult meg Dennie ezredes támadása a kapu maradványain át. A britek még napkelte előtt megtisztították a várost, alig 200 fős veszteséget szenvedve.

## Következmény
A csata eldöntötte a hadjáratot is. Egy héttel a győzelem után az angolok bevonultak Kabulba, Sáh Sudzsa trónra lépett és megkezdődött az 1842-ig tartó brit fennhatóság. Duszt Muhammad elmenekült az országból, és 1840-ig próbálta szervezni az ellenállást a britek ellen, sikertelenségét látva, megadta magát. Helyét fia, Akbár Hán vette át, akinek a vezetésével az afgán csapatok lemészárolták az egész brit megszálló hadsereget.